# Havezate Camphuysen

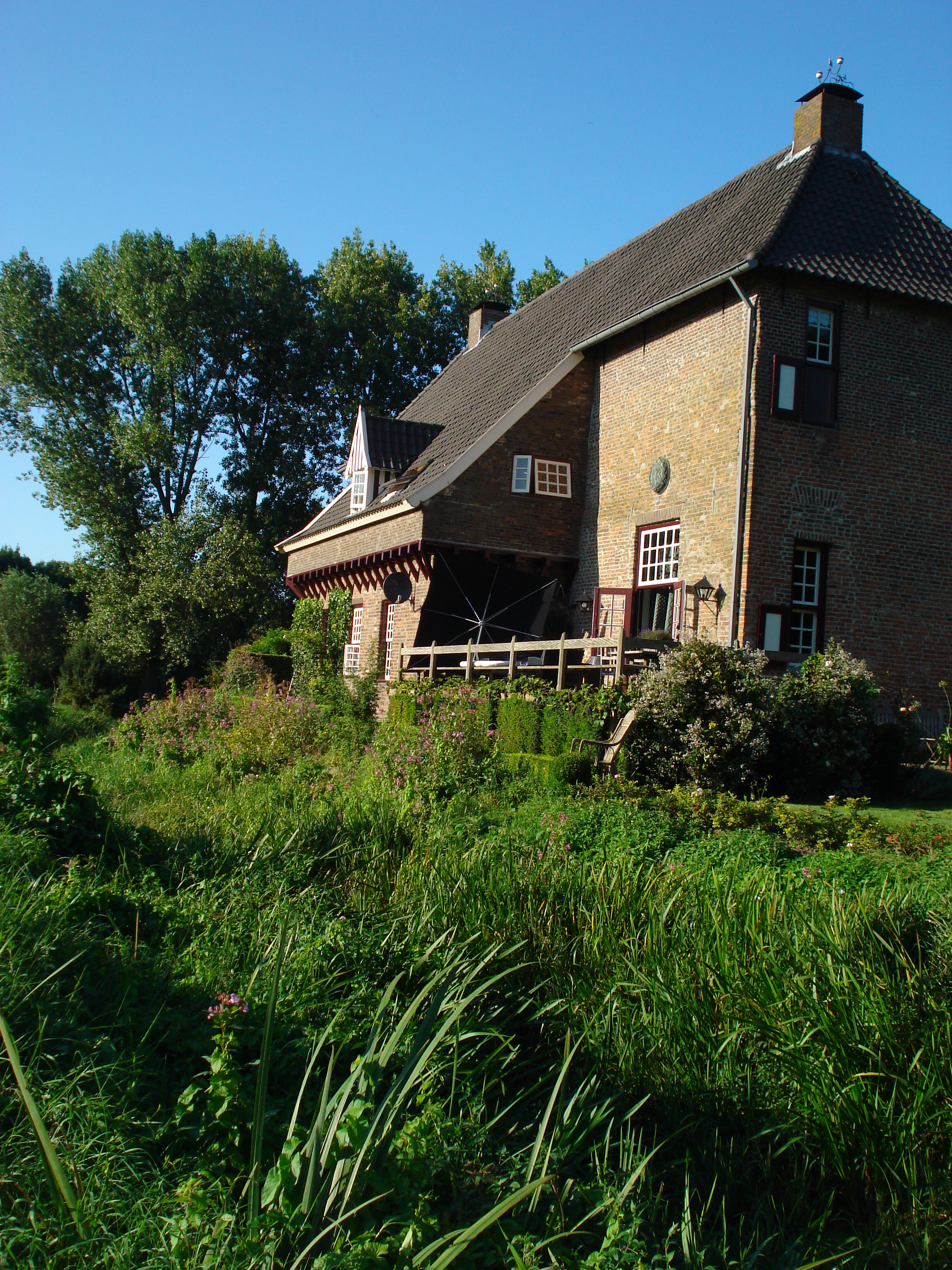
Huis Camphuysen, achterzijde met slotgracht

Camphuysen is een landgoed in het Nederlandse dorp Oud Zevenaar (provincie Gelderland) waarschijnlijk gesticht in de 14e eeuw door de familie Van Camphuysen, die het landgoed tot in de 16e eeuw in bezit had. Na de familie Van Camphuysen ging het over op de familie Van Heerde en in 1815 kwam het in bezit van de familie De Nerée, die het huis nog steeds bewoont. Het huis is niet toegankelijk, maar het landgoed is onder de Natuurschoonwet opengesteld voor publiek.
Het kasteel is omgeven door een slotgracht. Het kasteelgebouw bevat laatgotische bouwelementen. De oudste delen van de fundamenten stammen uit de 14e eeuw. De meeste van de muren dateren van de 16e eeuw. In het gebouw zijn enige oude kelders met tongewelven. Een houten wenteltrap draagt het jaartal 1662.
Vroeger vergaderde het polderbestuur van de Babberichse polder in de zogenaamde polderkamer. In deze kamer bevindt zich het alliantiewapen van Palick van Heerde en Sophia van Keppel, die in 1773 in het huis trouwden.
Camphuysen is nooit een erkende havezate geweest, hoewel het in de volksmond wel zo genoemd wordt.

## Zie ook

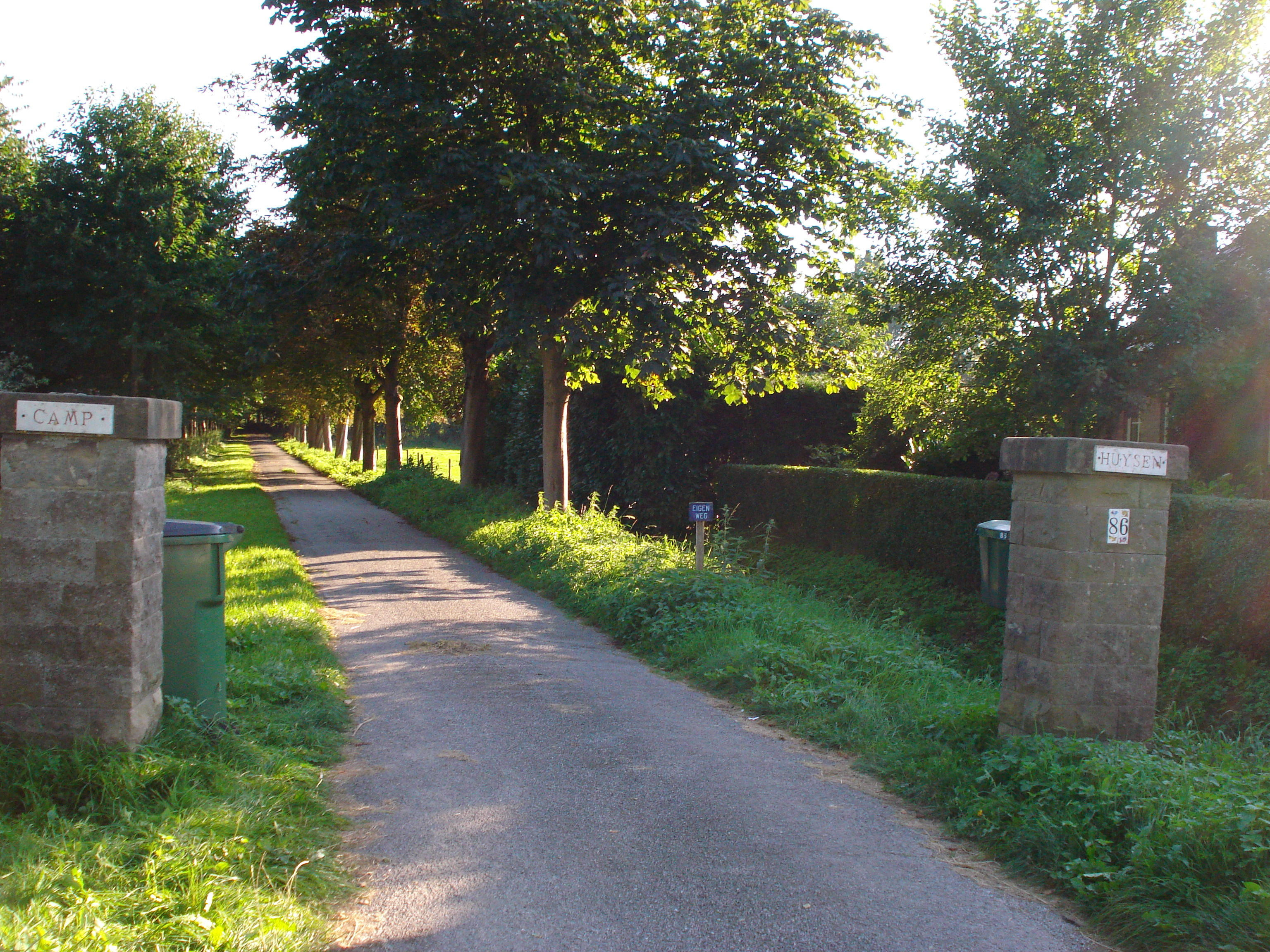
Oprijlaan Havezate Camphuysen